# باگ (مجارستان)
{{Infobox Hungarian settlement
|name=باگ (مجارستان)
|image_skyline=
|image_shield=Coa_Hungary_Town_Bag_big.svg
|image_flag=Flag of Bag.svg
|region=Közép-Magyarország
|county=پِشت
|subregion=ناحیه آسود
|rank=شهرک|population_total=۳۹۷۴
|population_as_of=۲۰۱۰
|office_name=شهردار
|office_holder=László Jamrik (independent)
|postal_code=۲۱۹۱
|area_code=۲۸
|area_total_km2=۲۳٫۵۵
|coordinates=۴۷°۳۸′۰۸″شمالی ۱۹°۲۹′۰۱″شرقی / ۴۷٫۶۳۵۶۷°شمالی ۱۹٫۴۸۳۷۴°شرقیباگ (به مجاری: Bag) یک شهرداری در مجارستان است که در ناحیه آسود واقع شده‌است. باگ ۲۳٫۵۵ کیلومتر مربع مساحت و ۳٬۹۷۴ نفر جمعیت دارد.